# Tampella

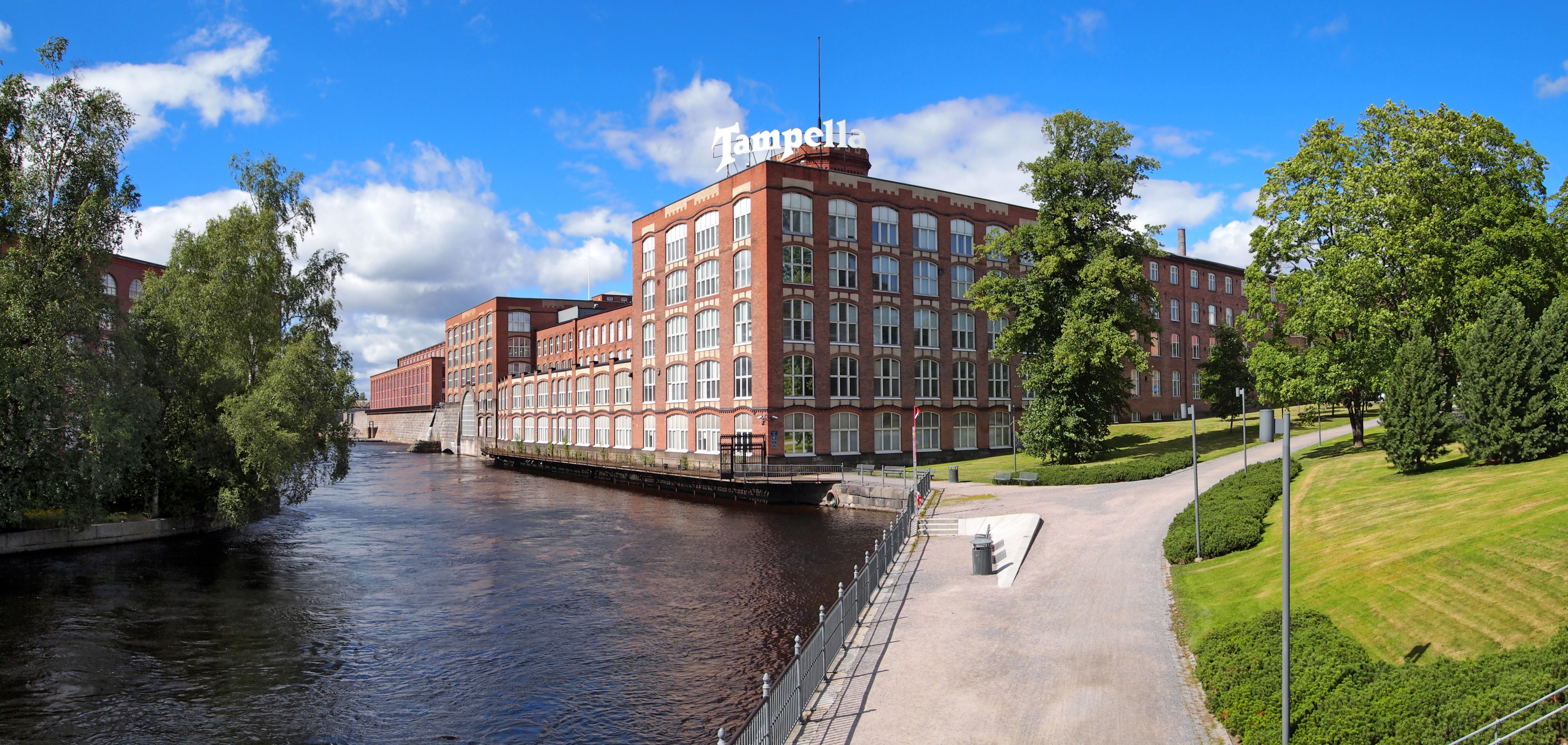
Tampellas fabriksområde i Tammerfors låg vid Tammerfors ström

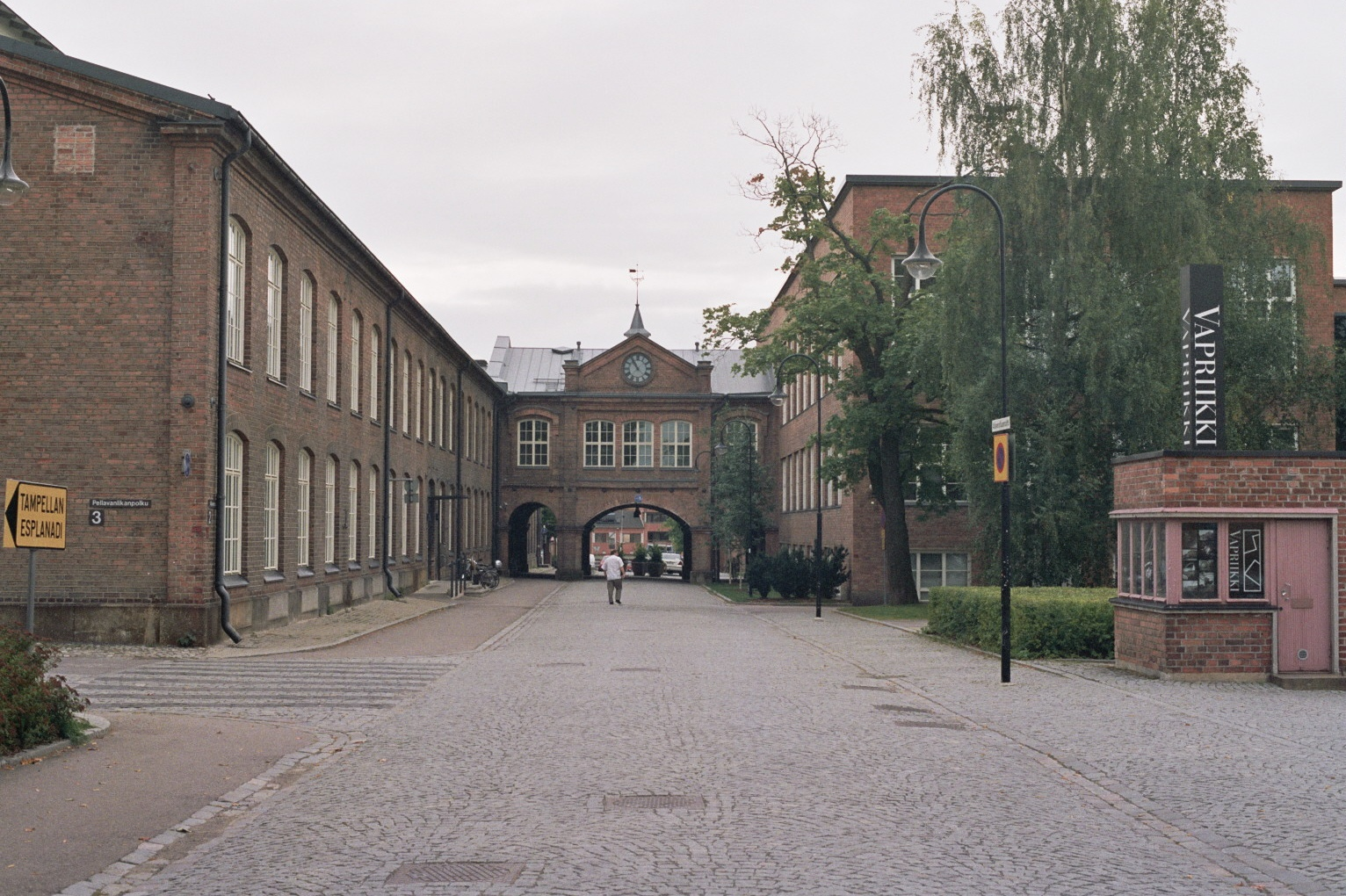
Tampellas klockportal från 1898

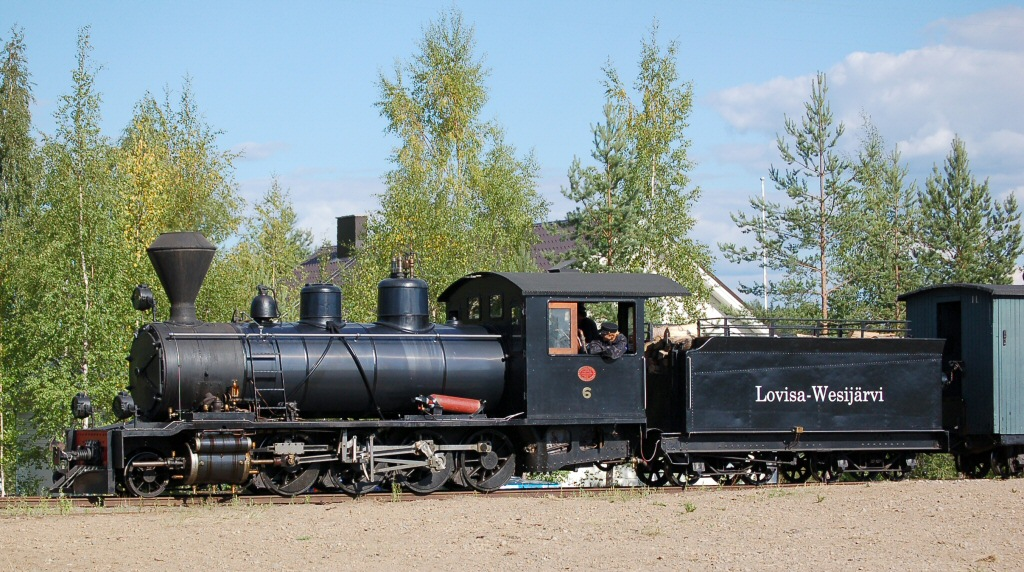
Lok LWR nr 6 tillverkat av Tampella för järnvägen Lovisa – Vesijärvi 1909 med tillverkningsnummer 141, på Jockis museijärnväg, 2006

Oy Tampella Ab, tidigare Tampereen Pellava- ja Rauta-Teollisuus Oy (svenska: Tammerfors Linne- & Jern-Manufaktur Ab), var ett industriföretag i Tammerfors, som tillverkade pappersmaskiner, lokomotiv, vapen och träprodukter. Bolaget hade även tillverkning av textilier.
Bolaget grundades 1861 och växte till en storindustri i centrala Tammerfors. Bolaget gick i konkurs 1990, varpå de olika delarna splittrades och köptes upp av olika bolag. År 1997 förvärvade svenska Sandvik AB gruvutrustningstillverkaren Tampella Tamrock Oy.
Bland bolagets vapen finns bland annat Granatkastare m/41. Inom bolagets textilverksamhet var bland andra Dora Jung och Timo Sarpaneva verksamma.

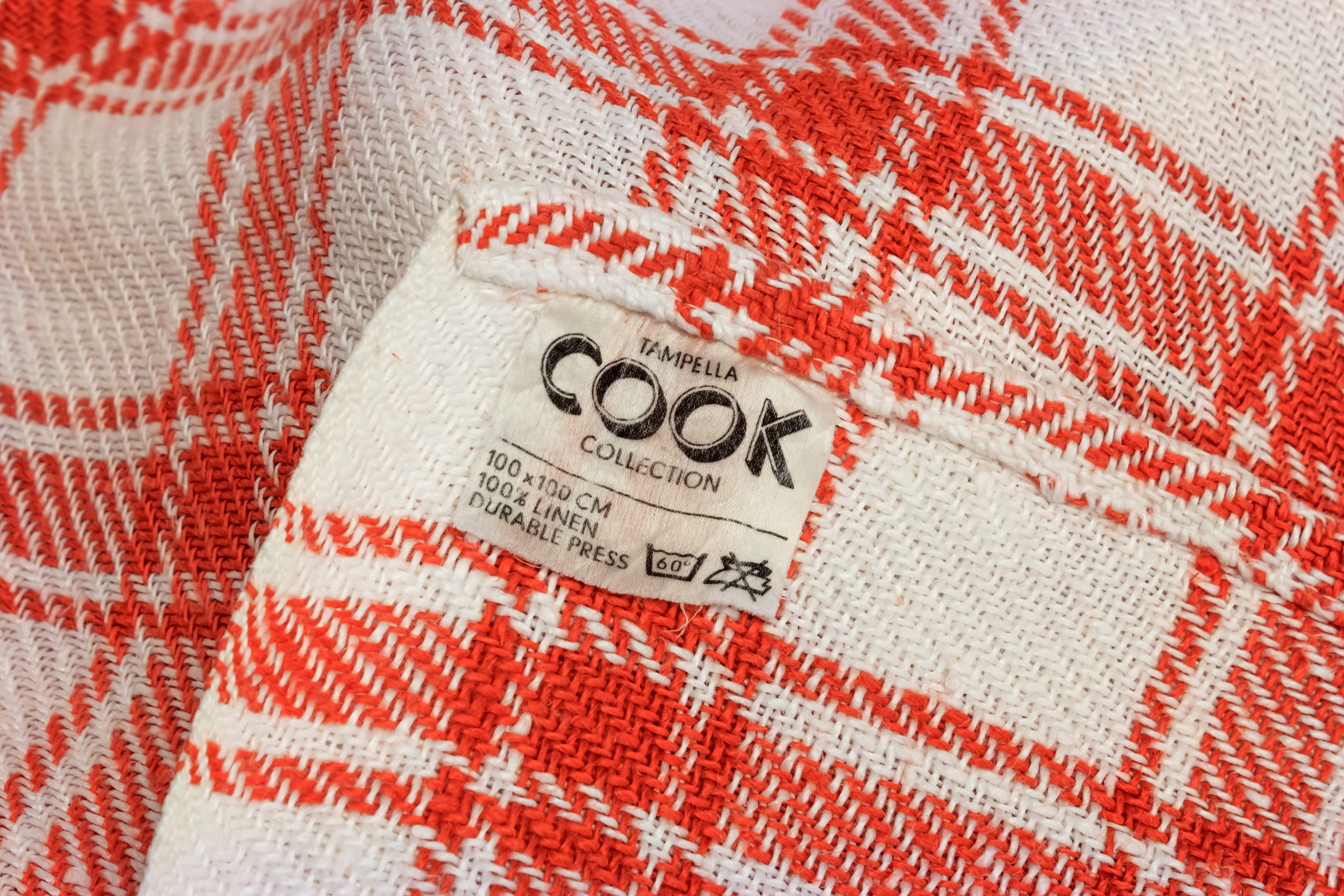
Linneduk tillverkad av Tampella under 1970-80-talet.